# Andy Serkis
Andy Serkis, właśc. Andrew Clement Serkis (ur. 20 kwietnia 1964 w Londynie) – brytyjski aktor i reżyser filmowy, który zagrał między innymi rolę Golluma w trylogiach filmowych Władcy Pierścieni i Hobbita.

## Życiorys

### Wczesne lata
Urodził się w Ruislip, części Londynu w gminie London Borough of Hillingdon. Wychowywał się w Ruislip Manor w hrabstwie Middlesex. Jego matka Lylie (z domu Weech), była nauczycielką upośledzonych dzieci, a ojciec Clement Serkis, z pochodzenia Ormianin, pracował jako lekarz ginekolog w Iraku. Wakacje spędzał regularnie w Tyrze, Sydonie, Damaszku i Bagdadzie.
Początkowo chciał zostać malarzem lub grafikiem. Po ukończeniu londyńskiej St. Benedict's School w Ealing, rozpoczął studia na kierunku sztuk wizualnych i teatru na Lancaster University. Wybrał teatr jako drugi kierunek, tak aby mógł zaprojektować plakaty. Był członkiem County College i studenckiej stacji radiowej Bailrigg FM. Wstąpił do Nuffield Studio, angażując się w projektowanie i produkcję sztuki.
Pod koniec pierwszego roku studów, zgodził się wziąć udział w kilku produkcjach, zagrał główną rolę w sztuce Barrie'go Keeffe Gotcha jako zbuntowany nastolatek mający zakładnika nauczyciela. Po tych doświadczeniach rozpoczął studia podyplomowe na wydziale aktorstwa i scenografii, studiując metodę Stanisławskiego i Bertolta Brechta, a także sztukę i grafikę wizualną.

### Kariera
Po występach na scenie Duke's Playhouse w Lancaster (1985), grał w repertuarze szekspirowskim, m.in. w tragedii Makbet (1989) w Royal Exchange Theatre w Manchesterze czy Król Lear (1990) w London's Royal Court Theatre w Londynie. Występował też w sztukach: Mojo (1995) jako Sidney Potts w Royal Court Theatre, Hurlyburly (1997) Davida Rabe’a wystawianym przez Old Vic w Queens Theatre z Rupertem Gravesem i Davidem Tennantem czy Otello (2002) w Royal Exchange Theatre w Manchesterze.
Po udziale w serialu Streetwise (1989–92), rozpoczął swoją filmową karierę w dramacie przygodowym Gabriela Axela Książę Jutlandii (Prince of Jutland, 1994) u boku Christiana Bale’a, Gabriela Byrne’a i Helen Mirren. Potem na ekranie występował w komediodrmacie Współlokatorki (Career Girls, 1997) jako yuppie z Katrin Cartlidge, musicalu biograficznym Mike’a Leigh Topsy-Turvy (1999) w roli ekscentrycznego choreografa, miniserialu ITV Oliver Twist (1999) wg Charlesa Dickensa jako Bill Sikes, dramacie kryminalnym Johna Irvina Mgnienie (Shiner, 2000) u boku Michaela Caine’a.
Dużą popularność przyniosła mu rola Golluma w ekranizacji słynnej powieści J.R.R. Tolkiena Władca Pierścieni. Odegrał również tę samą postać w trylogii Hobbit. Poza tym we Władcy Pierścieni użyczył głosu kilku postaciom pobocznym, m.in. Czarnoksiężnikowi z Angmaru. Za rolę Golluma dostał liczne nagrody m.in. Saturn, MTV Movie Award i Empire Award.
W remakeu King Kong (2005) Petera Jacksona zagrał tytułowego potwora oraz pokładowego kucharza Lumpy'ego. 
Zagrał głównego protagonistę, Cezara w reboocie franczyzy Planeta małp – trylogii Geneza planety małp, Ewolucja planety małp, Wojna o planetę małp, za którą to rolę otrzymał nagrodę Saturna w kategorii najlepszy aktor drugoplanowy.
Za rolę Iana Brady’ego w dramacie Toma Hoopera Longford (2006) zdobył nominację do Złotego Globu. Kreacja Iana Dury'ego w komediodramacie Sex & Drugs & Rock & Roll (2010) przyniosła mu nominację do nagrody BAFTA. Za postać Rigauda / Blandoisa w miniserialu BBC Mała Dorrit (Little Dorrit, 2008) wg Charlesa Dickensa był nominowany do nagrody Emmy
Grał także postać Monkey w grze wideo Enslaved: Odyssey to the West, której premiera była jesienią 2010 roku.
W 2011 został współzałożycielem The Imaginarium Studios specjalizującego się w motion capture. Studio mieści się w Londynie.
Wcielił się w postać Snoke’a w filmach Gwiezdne wojny: Przebudzenie Mocy w 2015 roku oraz Gwiezdne wojny: Ostatni Jedi w 2017 roku.

### Życie prywatne
Po studiach stał się wegetarianinem. 22 lipca 2002 poślubił Lorraine Ashbourne. Mają troje dzieci: córkę Ruby (ur. 1998) oraz dwóch synów – Sonny’ego (ur. 2000) i Louisa George’a (ur. 19 czerwca 2004).

## Filmografia
- 1997: Career Girls jako Nick Evans
- 1997: Tajemnica Bladego Konia (The Pale Horse) jako sierżant Corrigan
- 1999: Topsy-Turvy jako John D'Auban
- 1999: Oliver Twist
- 2000: Shiner jako Mel
- 2000: The Jolly Boys' Last Stand jako Spider
- 2001: Władca Pierścieni: Drużyna Pierścienia (The Lord of the Rings: The Fellowship of the Ring) jako Gollum
- 2002: Władca Pierścieni: Dwie wieże (The Lord of the Rings: The Two Towers) jako Gollum
- 2003: Władca Pierścieni: Powrót króla (The Lord of the Rings: The Return of the King) jako Gollum
- 2004: Dziś 13, jutro 30 (13 Going on 30) jako Richard Kneeland
- 2005: King Kong jako King Kong i Lumpy
- 2006: Longford jako Ian Brady
- 2006: Alex Rider: Misja Stormbreaker (Stormbreaker) jako Grin
- 2006: Prestiż (The Prestige) jako Alley
- 2008: Zarżnięci żywcem (The Cottage) jako David
- 2008: Atramentowe serce (Inkheart) jako Capricorn
- 2011: Geneza planety małp (Rise of the Planet of the Apes) jako Cezar
- 2012: Hobbit: Niezwykła podróż (The Hobbit: An Unexpected Journey) jako Gollum
- 2014: Ewolucja planety małp (Dawn of the Planet of the Apes) jako Cezar
- 2015: Avengers: Czas Ultrona (Avengers: Age of Ultron) jako Ulysses Klaue
- 2015: Gwiezdne wojny: Przebudzenie Mocy (Star Wars: The Force Awakens) jako Snoke
- 2017: Gwiezdne wojny: Ostatni Jedi (Star Wars: The Last Jedi) jako Snoke
- 2017: Wojna o planetę małp (War of the Planet of the Apes) jako Cezar
- 2018: Czarna Pantera (Black Panther) jako Ulysses Klaue
- 2018: Mowgli: Legenda dżungli (Mowgli: Legend of the Jungle) jako Baloo
- 2022: Andor jako Kino Loy
- 2022: Batman (The Batman) jako Alfred Pennyworth
- 2023: Luther: Zmrok (Luther: The Fallen Sun) jako David Robey